# Vlahovo (Žitorađa)
Vlahovo (Servisch: Влахово) is een plaats in de Servische gemeente Žitorađa. De plaats telt 506 inwoners (2002).